# Brachiacantha schwarzi
Brachiacantha schwarzi är en skalbaggsart som beskrevs av Gordon 1985. Brachiacantha schwarzi ingår i släktet Brachiacantha och familjen nyckelpigor. Inga underarter finns listade i Catalogue of Life.